# جو سيارافينو
جو سيارافينو هو لاعب كرة قدم كندي في مركز حراسة المرمى، ولد في 26 أكتوبر 1976 في تورونتو في كندا. لعب مع Toronto Lynx ‏.